# Otplinjavanje
Otplinjavanje ili deaeracija je uklanjanje otopljenih plinova iz tekućina, a posebno se odnosi na vodu i vodene otopine. Postoje razni načini i razlozi zašto se plinovi uklanjaju iz tekućina. Otplinjivanje napojne vode (toplinsko otplinjivanje) spada u postupak toplinske obrade napojne vode, kojemu je osnovni cilj da se iz nje odstrani otopljeni kisik O2 i ugljikov dioksid CO2, te tako spriječi njegovo korozivno djelovanje u sustavu proizvodnje pare u termoelektranama.

## Toplinsko otplinjavanje
Toplinsko otplinjavanje ili otplinjavanje napojne vode spada u postupak toplinske obrade napojne vode, kojemu je osnovni cilj da se iz nje odstrani otopljeni kisik O2 i ugljikov dioksid CO2 (zrak iz vode), te tako spriječi njegovo korozivno djelovanje u sustavu proizvodnje pare u termoelektranama. Toplinsko otplinjivanje se vrši u otplinjačima ili deaeratorima gdje se voda zagrijava u direktnom kontaktu s parom, prilikom čega se smanjuje topivost kisika u vodi iz koje se on na taj način otplinjava. Za potpunije odvajanje otopljena kisika iz napojne vode koriste se i kemikalije, kao hidrazin (N2H4) koji djeluje prema sljedećoj reakciji: 
N2H4 + O2 = 2 H2O + N2
Topivost plinova u vodi smanjuje se s porastom njene temperature i pada na najmanju vrijednost kod temperature vrelišta. Stoga se u otplinjaču, direktnim miješanjem s parom u protustrujnome strujanju, te uz raspršivanje, voda zagrijava do temperature isparivanja što odgovara tlaku koji vlada u njemu.

## Vakuumsko otplinjavanje
Henryjev zakon je plinski zakon, koji tvrdi da kod konstantne temperature, količina otopljenog plina u tekućini, je direktno proporcionalna s parcijalnim tlakom tog plina, u ravnoteži s tekućinom. Ako se vodi (ili nekoj drugoj tekućini) smanji tlak, tada će se i manje plinova otopiti u vodi. 

## Membransko otplinjavanje
Membransko otplinjavanje se koristi prvenstveno radi smanjivanja sadržaja ugljikovog dioksida CO2 u vodi, umjesto postupka s dodavanjem natrijeve lužine (natrijev hidroksid NaOH). 

## Ultrazvučno otplinjavanje
Iako tijekom primjene ultrazvuka može doći do nepoželjnih povećanja temperature tekućine, postupak ultrazvučnog otplinjavanja ima prednost pred ostalim metodama, naročito kod otplinjavanja velikog obujma tekućina. Tijekom primjene ultrazvuka dolazi do vibriranja relativno malih mjehurića otopljenog plina koji tada stvaraju veći mjehurić, ovaj mjehurić doseže određenu veličinu pri kojoj se počinje kretati prema površini i izlazi iz tekućine. Za otplinjavanje se obično koristi ultrazvuk niske frekvencije (20 - 50 kHz). Ova se metoda primjenjuje u cilju smanjenja koncentracije otopljenog ugljikovog dioksida CO2 iz gaziranih pića, npr. piva prije punjenja u boce. U usporedbi s mehaničkim otplinjavanjem, tijekom primjene ultrazvuka znatno je smanjen broj oštećenih boca kao i prelijevanje piva. Primjenom ultrazvuka može se znatno izmijeniti sastav plinske faze iznad tekućine, prije svega zraka i to u cilju smanjenja udjela ili potpunog uklanjanja kisika. Poznato je da oksidacijski procesi mogu imati izuzetno nepovoljan učinak na kemijski sastav odnosno svojstva tekućine. Primjenom ultrazvuka kao postupka za otplinjavanje može se znatno skratiti vrijeme potrebno za Vvrenje i proizvodnju sakea, piva i vina. Otplinjavanje razrijeđenih vodenih otopina pomoću ultrazvuka odvija se relativno brzo, dok je kod homogenih i heterogenih sustava visoke viskoznosti, kao što su sirovine, međuproizvodi
ili konačni proizvodi različitih bioprocesa, brzina otplinjavanja znatno manja.